# Rupert Hine
Rupert Neville Hine (ur. 21 września 1947 w Londynie, zm. 4 czerwca 2020 w Wiltshire) – angielski muzyk, autor piosenek i producent muzyczny, w tym dla artystów takich jak Kevin Ayers, Tina Turner, Howard Jones, Saga, The Fixx, Bob Geldof, Thompson Twins, Stevie Nicks, Chris de Burgh, Suzanne Vega, Rush, Underworld, Duncan Sheik, Formula i Eleanor McEvoy. Ponadto, Hine nagrał jedenaście albumów, w tym te, które sygnował swoim nazwiskiem, jak i pseudo-nazwą grupy Thinkman, oraz grupy, zatytułowanej Quantum Jump.